# Pretoriabrug
De Pretoriabrug is een hefbrug in de Canadese stad Ottawa. De brug overspant het Rideaukanaal, dat de Glebe en Centrewon met Old Ottawa East verbindt. De brug is in 1925 gebouwd ter vervanging van een voormalige houten draaibrug aan de Argylestraat ten noorden van de oude brug. Het is een hefbrug, wat betekent dat het centrale gedeelte van de brug kan worden opgelicht om er boten onderdoor te laten varen.
In de late jaren zeventig is ontdekt dat strooizout de brug ernstig beschadigd heeft. Er zijn voorstellen geweest om een grotere en hogere brug te bouwen. Tegenstand is geboden door hen die de brug zagen als een cultuurhistorisch bouwwerk. Uiteindelijk is besloten om de brug opnieuw te bouwen in zijn quasi-oorspronkelijke uiterlijk.
De brug is naar de Pretoriastraat genoemd, waarvan het een verlenging is. Deze Pretoriastraat, voorheen Janestraat, was in 1902 hernoemd om de Britse overwinning in de Tweede Boerenoorlog te vieren en de Canadezen die er gediend hadden te eren. Pretoria was de hoofdstad van de toenmalige Zuid-Afrikaansche Republiek, de boerenrepubliek in de Transvaal. De naam is later controversieel geworden toen de meeste Canadezen deze begonnen te associëren met het apartheidsregime in Zuid-Afrika. In de late jaren tachtig van de 20e eeuw is er een beweging op gang gekomen om de brug te herdopen naar Nelson Mandelabrug (in 2003 is er in Gauteng, Zuid-Afrika een brug geopend met deze naam). Maar deze naamsverandering was tegengestaan door anderen die vonden dat de brug een belangrijk monument is voor de Canadezen die in Zuid-Afrika gevochten hebben. De stadsraad heeft geweigerd om hierin betrokken te raken en het voorstel is uiteindelijk op niks uitgelopen.